# Уилсон, Перси
Перси Уилсон (англ. Percy Wilson, 1879 — 1944) — американский ботаник.

## Биография
Перси Уилсон родился в 1879 году.
Сначала он работал в Нью-йоркском ботаническом саду помощником в музее. Лорд Натаниэль Бриттон, основатель и первый директор Нью-йоркского ботанического сада, направил Уилсона в несколько ранних ботанических экспедиций Нью-йоркского ботанического сада.
Впоследствии Бриттон назначил Уилсона своим личным помощником; их сотрудничество продолжалось с 1905 года до отставки Бриттона в 1929 году. После отставки Бриттона Перси Уилсон обеспечил постоянные сотруднические отношения, установленные с пуэрто-риканскими научными и правительственными сообществами. Уилсон внёс значительный вклад в ботанику, описав множество видов растений.
В 1939 году Перси Уилсон уволился из Нью-йоркского ботанического сада. Он умер в 1944 году после продолжительной болезни.

## Научная деятельность
Перси Уилсон специализировался на семенных растениях.